# Huracán Ramírez (película)
Huracán Ramírez es una película de drama, crimen y acción mexicana de 1953, dirigida por Joselito Rodríguez, y protagonizada por David Silva, Tonina Jackson, Carmelita González, Freddy Fernández, Titina Romay, Anabel Gutiérrez y Yadira Jiménez. Esta película sigue la historia de Fernando Torres, un joven que decide seguir los pasos de su padre al adoptar la identidad secreta de Huracán Ramírez, un luchador enmascarado, a pesar de los deseos de su padre de lo contrario.

## Argumento
Fernando Torres, a la luz de las malas finanzas de su familia, abandona la universidad para convertirse en un exitoso cantante de salón en un club local, un hecho que mantiene en secreto de su padre, un luchador en declive bajo el nombre de Tonina Jackson. Tonina ha tenido algo de popularidad recientemente en el ring, solo debido a que Fernando sobornó a otros luchadores para que perdieran. Fernando también está trabajando en secreto como el luchador enmascarado Huracán Ramírez para ayudar más con los gastos del hogar. Es asistido por su amigo un tanto tonto, Pichi, quien también hace de entrenador y suplente en cualquier situación en la que haya que ver a Fernando y Huracán al mismo tiempo. Tonina tiene un resentimiento creciente contra la popularidad de Huracán y se agrava aún más cuando se niega a enfrentarlo en el ring.
Después de una noche de fiesta, el padre de Fernando descubre su trabajo secreto como cantante de salón. No estando impresionado con su nueva carrera y decepcionado por haber Fernando terminado sus estudios, le exige a Fernando que deje la casa. Tonina es luego disuadido por su hija menor, quien explica que Fernando ha estado ayudando con las finanzas durante algún tiempo y sin sus ingresos adicionales, la familia no habría podido sobrevivir. Mientras tanto, el promotor local de lucha libre descubre que Fernando ha estado arreglando los combates de su padre. El promotor promete no exponerlo mientras no se produzcan más sobornos. En un siguiente combate contra el luchador Bello Califa, un borracho Pichi es confundido con Huracán Ramírez. Pichi logra derrotar al extravagante Bello Califa y después de mucha confusión, ambas hermanas de Fernando descubren la verdadera identidad de Huracán.
En el combate del día siguiente, Fernando lucha contra El Médico Asesino, solo para ser interrumpido por un enojado Tonina. A pesar de no estar dispuesto a luchar contra su padre, Fernando cede. Después de que su encuentro improvisado llega a su fin, Tonina desarrolla un gran respeto por Huracán Ramírez y decide formar una alianza con él. Mientras tanto, Gloria, una compañera cantante de salón y exnovia de Fernando, se siente abatida cuando su amor por Fernando continúa sin ser correspondido. Más tarde se enfurece al saber que tiene una nueva novia, Laura, la hermana mayor de Pichi. Gloria, con el corazón roto, busca venganza contra su examante, y después de descubrir su identidad secreta de Huracán Ramírez, conspira para matarlo al conseguir la ayuda de los luchadores rivales Frank «El Carnicero» Bucher, El Médico Asesino, y Camilo «Bulldog» Pérez.
El plan es secuestrar al padre de Fernando, quien por lo tanto no podrá asistir al combate por equipos de esa noche, y ser reemplazado por Bulldog. Durante el transcurso del combate, Bulldog se volverá contra Huracán y los tres luchadores lo golpearán hasta matarlo. Sin embargo, su plan se frustra, ya que Pichi alerta rápidamente a Fernando, quien llega justo a tiempo como Huracán para liberar a su padre, pero su pierna es gravemente herida en el proceso. Tonina va para el combate, solo para que Huracán sea reemplazado en el último minuto por Bulldog, una reversión del plan original de Gloria. Fernando logra correr al estadio de lucha libre a tiempo para defenderse de los atacantes de su padre, pero en su estado herido es fácilmente dominado por ellos. En un movimiento ilegal, uno de los luchadores desenmascara a Fernando y le revela su verdadera identidad a su padre. Ante esto, tanto el padre como el hijo se enfurecen ciegamente, en el que ambos son capaces de derrotar a sus atacantes ante el aplauso de los aficionados.

## Reparto
- David Silva como Fernando Torres / Huracán Ramírez: un joven que abandona la universidad y adopta una identidad secreta de luchador enmascarado para ayudar con las finanzas de su familia. El luchador de la vida real Eduardo Bonada interpretó gran parte de las secuencias de acción de Huracán.[1][2][3][4]
- Tonina Jackson como Señor Torres / Tonina Jackson: el padre de Fernando, un luchador en declive y con sobrepeso que ha hecho un regreso reciente. La negativa de Huracán a un combate con él solo aumenta su disgusto por él.
- Carmelita González como Laura: buena amiga de la familia Torres y dueña de un restaurante local. Laura también es la novia de Fernando y una de las pocas que sabe que está luchando.
- Freddy Fernández como Pichi: el hermano menor de Laura y el mejor amigo de Fernando. Pichi es el único además de Laura que conoce las actividades de Fernando como Huracán Ramírez. Pichi también actúa como entrenador de Fernando y su suplente.
- Titina Romay como Margarita Torres: la precoz y mandona hermanita de ocho años de Fernando.
- Anabel Gutiérrez como Cata Torres (acreditada como Anabella): la hermana de dieciséis años de Fernando, que se ha enamorado de Huracán Ramírez, a pesar del cariño de Pichi hacia ella.
- Yadira Jiménez como Gloria: la exnovia de Fernando, que en secreto planea vengarse de él.

## Producción
Huracán Ramírez fue la primera parte de una serie de películas de lucha libre en presentar al personaje titular ficticio. A diferencia de las películas posteriores del género, su historia se centró en tramas secundarias más dramáticas y de comedia ligera. Aunque el actor David Silva interpretó el papel de Fernando Torres, las escenas de lucha y las secuencias de acción fueron interpretadas por el luchador de la vida real Eduardo Bonada. Bonada fue contratado para luchar como Huracán Ramírez luego del estreno de la película, hasta que se cansó del gimmick y fue reemplazado por el luchador Daniel García. García, quien popularizó el personaje, continuaría luchando como Huracán Ramírez hasta su retiro de la lucha libre en 1988.
El personaje originalmente se llamaba «Huracán López» en las primeras etapas de la producción, pero posteriormente se le cambió el apellido para evitar confusiones con el ya existente luchador Tarzán López.

## Premios
Por su papel en la película, Titina Romay fue nominada a un premio Ariel a la mejor actriz infantil.

## Secuelas
La película fue seguida por varias secuelas: El misterio de Huracán Ramírez (1962), El hijo de Huracán Ramírez (1966), La venganza de Huracán Ramírez (1969), Huracán Ramírez y la monjita negra (1973), De sangre chicana (1974), y Huracán Ramírez contra los terroristas (1989). Esta última fue estrenada directamente para vídeo, y en ella Huracán fue interpretado por un nuevo luchador (anónimo), ya que Daniel García se retiró del ring en 1988; este nuevo luchador dejó de interpretar a Huracán en el ring poco después de que esta película fuera estrenada.